# Ryan Getzlaf
Ryan Getzlaf (Regina, Saskatchewan, 10 mei 1985) is een Canadese ijshockeyspeler. Hij verruilde in 2005 het team van de Cincinnati Mighty Ducks voor dat van de Anaheim Ducks, op dat moment actief in de NHL.

## Carrière
Tussen 2001 en 2005 speelde Getzlaf voor het juniorenteam Calgary Hitmen in de WHL. Hij werd in 2003 bij de NHL Entry Draft reeds geselecteerd door de toenmalige Anaheim Mighty Ducks, maar bleef in de Canadese juniorencompetitie aan de slag.
In 2005 stapte hij over naar de toenmalige Cincinnati Mighty Ducks, een minor league club die aan de Anaheim Ducks gelieerd is.
Getzlaf maakte zijn debuut in de NHL uiteindelijk op 5 oktober 2005. In het seizoen 2006/2007 speelde Getzlaf alle wedstrijden van de reguliere competitie en scoorde hij daarin 58 punten. In 2007 hielp hij
zijn team naar de finale van de Stanley Cup die uiteindelijk werd gewonnen tegen de Ottawa Senators.

### Nationale ploeg
Getzlaf maakte deel uit van de Canadese ploeg die op het WK voor spelers onder 18 de wereldtitel veroverde in 2003. Een jaar later leidde hij Canada bij het WK onder 20 naar de zilveren plak en in 2005
veroverde dat team, met onder andere ook Sidney Crosby en Corey Perry goud op het WK in Grand Forks.
Zijn eerste optreden voor het A-team van Canada maakte Getzlaf bij het WK dat in 2008 in eigen land werd georganiseerd. Canada verloor na overtime de finale tegen Rusland.
Getzlaf dreigde zijn Olympisch debuut in rook te zien opgaan toen hij zich enkele dagen voor het begin van de Olympische Winterspelen 2010 aan zijn enkel blesseerde. Toch werd hij opgenomen in het team roster. Uiteindelijk raakte Getzlaf ook fit
een werd hij een belangrijke pion in het team van Mike Babcock.

## Statistieken NHL
| 2006/2007  | Anaheim Ducks | NHL        | 82  | 25 | 33  | 58  | 66  | 21 | 7  | 10 | 17 | 32 |
| 2007/2008  | Anaheim Ducks | NHL        | 77  | 24 | 58  | 82  | 94  | 6  | 2  | 3  | 5  | 6  |
| 2008/2009  | Anaheim Ducks | NHL        | 81  | 25 | 66  | 91  | 121 | 13 | 4  | 14 | 18 | 25 |
| Totaal NHL | Totaal NHL    | Totaal NHL | 240 | 74 | 157 | 231 | 281 | 40 | 13 | 27 | 40 | 63 |